# Lista de ministros do Ordenamento do Território de Portugal

Bandeira de ministro de Portugal.

Esta é uma lista de ministros do Ordenamento do Território, bem como dos seus antecedentes os ministros do Urbanismo e os ministros da Administração do Território entre a criação do Ministério da Habitação, Urbanismo e Construção a 10 de fevereiro de 1976 e a atualidade
A lista cobre o atual período democrático (1974–atualidade), incluindo os ministros de ministérios cuja nomenclatura tenha incluído a pasta do Urbanismo, da Administração do Território ou do Ordenamento do Território, e não aqueles cujo ministério tenha controlado efetivamente estes assuntos.

## Designações
Entre 1976 e a atualidade, o cargo de ministro do Ordenamento do Território teve as seguintes designações:
- Ministro da Habitação, Urbanismo e Construção — designação usada entre 10 de fevereiro de 1976 e 30 de janeiro de 1978;
- Serviços integrados no Ministério da Habitação e Obras Públicas — entre 30 de janeiro de 1978 e 3 de janeiro de 1980
- Serviços integrados na Presidência do Conselho de Ministros sob alçada do primeiro-ministro — entre 3 de janeiro de 1980 e 9 de janeiro de 1981;
- Serviços integrados no Ministério da Qualidade de Vida — entre 9 de janeiro de 1981 e 10 de julho de 1985;
- Serviços integrados na Presidência do Conselho de Ministros sob alçada do vice-primeiro-ministro — entre 10 de julho de 1985 e 6 de novembro de 1985;
- Ministro do Plano e da Administração do Território — designação usada entre 6 de novembro de 1985 e 17 de agosto de 1987;
- Ministro do Planeamento e da Administração do Território — designação usada entre 17 de agosto de 1987 e 15 de janeiro de 1996;
- Ministro do Equipamento, do Planeamento e da Administração do Território — designação usada entre 15 de janeiro de 1996 e 25 de outubro de 1999;
- Ministro do Ambiente e do Ordenamento do Território — designação usada entre 25 de outubro de 1999 e 6 de abril de 2002;
- Ministro das Cidades, Ordenamento do Território e Ambiente — designação usada entre 6 de abril de 2002 e 17 de julho de 2004;
- Ministro do Ambiente e do Ordenamento do Território — designação usada entre 17 de julho de 2004 e 12 de março de 2005;
- Ministro do Ambiente, do Ordenamento do Território e do Desenvolvimento Regional — designação usada entre 12 de março de 2005 e 26 de outubro de 2009;
- Ministro do Ambiente e do Ordenamento do Território — designação usada entre 26 de outubro de 2009 e 21 de junho de 2011;
- Ministro da Agricultura, do Mar, do Ambiente e do Ordenamento do Território — designação usada entre 21 de junho de 2011 e 24 de julho de 2013;
- Ministro do Ambiente, Ordenamento do Território e Energia — designação usada entre 24 de julho de 2013 e 26 de novembro de 2015;
- Serviços integrados no Ministério do Ambiente — designação usada entre 26 de novembro de 2015 e 15 de outubro de 2018;
- Serviços integrados no Ministério do Ambiente e da Transição Energética — designação usada entre 15 de outubro de 2018 e 26 de outubro de 2019;
- Serviços integrados no Ministério do Ambiente e da Ação Climática — designação usada entre 26 de outubro de 2019 e 30 de março de 2022.
- Serviços integrados no Ministério da Coesão Territorial — designação usada entre 30 de março de 2022 e a atualidade.

## Numeração
São contabilizados os períodos em que o ministro esteve no cargo ininterruptamente, não contando se este serve mais do que um mandato consecutivo. Ministros que sirvam em períodos distintos são, obviamente, distinguidos numericamente. 

## Lista
Legenda de cores

(para partidos e correntes políticas)
| Terceira República (1974–presente)       | |                  |                         |                        |         |                              |
| #                                        | Ministro da Habitação, Urbanismo e Construção (Nascimento–Morte) | Retrato          | Início do mandato       | Fim do mandato         | Governo | Governo                      |
| Governos Provisórios (1974–1976)         | |                  |                         |                        |         |                              |
| 1                                        | Eduardo Ribeiro Pereira (1927–2015) |                  | 10 de fevereiro de 1976 | 23 de julho de 1976    |         | VI Prov. Pinheiro de Azevedo |
| Governos Constitucionais (1976-Presente) | |                  |                         |                        |         |                              |
| –                                        | Eduardo Ribeiro Pereira (continuação) (1927–2015) |                  | 23 de julho de 1976     | 30 de janeiro de 1978  |         | I Soares                     |
| #                                        | Pasta do Ordenamento do Território (Nascimento–Morte) | Retrato          | Início do mandato       | Fim do mandato         | Governo | Governo                      |
| –                                        | Serviços integrados na Ministério da Habitação e Obras Públicas (ver: Anexo:Lista de ministros da Habitação de Portugal e Anexo:Lista de ministros das Obras Públicas de Portugal) |                  | 30 de janeiro de 1978   | 3 de janeiro de 1980   |         | ——                           |
| –                                        | Serviços integrados na Presidência do Conselho de Ministros sob alçada do primeiro-ministro (ver: Anexo:Lista de chefes de governo de Portugal)                                    |                  | 3 de janeiro de 1980    | 9 de janeiro de 1981   |         | ——                           |
| –                                        | Serviços integrados no Ministério da Qualidade de Vida (ver: Anexo:Lista de ministros da Qualidade de Vida de Portugal)                                                            |                  | 9 de janeiro de 1981    | 10 de julho de 1985    |         | ——                           |
| –                                        | Serviços integrados na Presidência do Conselho de Ministros sob alçada do vice-primeiro-ministro (ver: Anexo:Lista de vice-chefes de governo de Portugal)                          |                  | 10 de julho de 1985     | 6 de novembro de 1985  |         | ——                           |
| #                                        | Ministro do Plano e da Administração do Território (Nascimento–Morte) | Retrato          | Início do mandato       | Fim do mandato         | Governo | Governo                      |
| 2                                        | Luís Francisco Valente de Oliveira (1937–) |                  | 6 de novembro de 1985   | 17 de agosto de 1987   |         | X Cavaco Silva               |
| #                                        | Ministro do Planeamento e da Administração do Território (Nascimento–Morte) | Retrato          | Início do mandato       | Fim do mandato         | Governo | Governo                      |
| –                                        | Luís Francisco Valente de Oliveira (continuação) (1937–) |                  | 17 de agosto de 1987    | 28 de outubro de 1995  |         | XI Cavaco Silva              |
| –                                        | Luís Francisco Valente de Oliveira (continuação) (1937–) | XII Cavaco Silva | 17 de agosto de 1987    | 28 de outubro de 1995  |         |                              |
| 3                                        | João Cardona Gomes Cravinho (1936–2025) |                  | 28 de outubro de 1995   | 15 de janeiro de 1996  |         | XIII Guterres                |
| #                                        | Ministro do Equipamento, do Planeamento e da Administração do Território (Nascimento–Morte)                                                                                        | Retrato          | Início do mandato       | Fim do mandato         |         | XIII Guterres                |
| –                                        | João Cardona Gomes Cravinho (continuação) (1936–2025) |                  | 15 de janeiro de 1996   | 25 de outubro de 1999  |         | XIII Guterres                |
| #                                        | Ministro do Ambiente e do Ordenamento do Território (Nascimento–Morte) | Retrato          | Início do mandato       | Fim do mandato         | Governo | Governo                      |
| 4                                        | José Sócrates Carvalho Pinto de Sousa (1957–) |                  | 25 de outubro de 1999   | 6 de abril de 2002     |         | XIV Guterres                 |
| #                                        | Ministro das Cidades, Ordenamento do Território e Ambiente (Nascimento–Morte) | Retrato          | Início do mandato       | Fim do mandato         | Governo | Governo                      |
| 5                                        | Isaltino Afonso Morais (1949–) |                  | 6 de abril de 2002      | 5 de abril de 2003     |         | XV Durão Barroso             |
| 6                                        | Amílcar Augusto Contel Martins Theias (1946–) |                  | 5 de abril de 2003      | 21 de maio de 2004     |         | XV Durão Barroso             |
| 7                                        | Arlindo Marques da Cunha (1950–) |                  | 21 de maio de 2004      | 17 de julho de 2004    |         | XV Durão Barroso             |
| #                                        | Ministro do Ambiente e do Ordenamento do Território (Nascimento–Morte) | Retrato          | Início do mandato       | Fim do mandato         | Governo | Governo                      |
| 8                                        | Luís José de Mello e Castro "Nobre" Guedes (1955–) |                  | 17 de julho de 2004     | 12 de março de 2005    |         | XVI Santana Lopes            |
| #                                        | Ministro do Ambiente, do Ordenamento do Território e do Desenvolvimento Regional (Nascimento–Morte)                                                                                | Retrato          | Início do mandato       | Fim do mandato         | Governo | Governo                      |
| 9                                        | Francisco Carlos da Graça Nunes Correia (1951–) |                  | 12 de março de 2005     | 26 de outubro de 2009  |         | XVII Sócrates                |
| #                                        | Ministro do Ambiente e do Ordenamento do Território (Nascimento–Morte) | Retrato          | Início do mandato       | Fim do mandato         | Governo | Governo                      |
| 10                                       | Dulce dos Prazeres Fidalgo Álvaro Pássaro (1953–) |                  | 26 de outubro de 2009   | 21 de junho de 2011    |         | XVIII Sócrates               |
| #                                        | Ministro da Agricultura, do Mar, do Ambiente e do Ordenamento do Território (Nascimento–Morte)                                                                                     | Retrato          | Início do mandato       | Fim do mandato         | Governo | Governo                      |
| 11                                       | Maria de Assunção Oliveira Cristas Machado da Graça (1974–) |                  | 21 de junho de 2011     | 24 de julho de 2013    |         | XIX Passos Coelho            |
| #                                        | Ministro do Ambiente, Ordenamento do Território e Energia (Nascimento–Morte) | Retrato          | Início do mandato       | Fim do mandato         | Governo | Governo                      |
| 12                                       | Jorge Manuel Lopes Moreira da Silva (1971–) |                  | 24 de julho de 2013     | 26 de novembro de 2015 |         | XIX Passos Coelho            |
| 12                                       | Jorge Manuel Lopes Moreira da Silva (1971–) | XX Passos Coelho | 24 de julho de 2013     | 26 de novembro de 2015 |         |                              |
| #                                        | Pasta do Ordenamento do Território | Retrato          | Início do mandato       | Fim do mandato         | Governo | Governo                      |
| –                                        | Serviços integrados no Ministério do Ambiente (ver: Lista de ministros do Ambiente de Portugal)                                                                                    |                  | 26 de novembro de 2015  | 15 de outubro de 2018  |         | ——                           |
| –                                        | Serviços integrados no Ministério do Ambiente e da Transição Energética (ver: Lista de ministros do Ambiente de Portugal)                                                          |                  | 15 de outubro de 2018   | 26 de outubro de 2019  |         | ——                           |
| –                                        | Serviços integrados no Ministério do Ambiente e da Ação Climática (ver: Lista de ministros do Ambiente de Portugal)                                                                |                  | 26 de novembro de 2019  | 30 de março de 2022    |         | ——                           |
| –                                        | Serviços integrados no Ministério da Coesão Territorial (ver: Lista de ministros do Desenvolvimento Regional e da Coesão Territorial de Portugal)                                  |                  | 30 de março de 2022     | presente               |         | ——                           |

### Lista de ministros do Ordenamento do Território vivos
| Nome                     | Mandato(s) | Idade              |
| ------------------------ | ---------- | ------------------ |
| Luís Valente de Oliveira | 1985–1995  | 87 anos e 236 dias |
| José Sócrates            | 1999–2002  | 67 anos e 228 dias |
| Isaltino Morais          | 2002–2003  | 75 anos e 114 dias |
| Amílcar Theias           | 2003–2004  | 78 anos e 256 dias |
| Arlindo Cunha            | 2004       | 74 anos e 158 dias |
| Luís Nobre Guedes        | 2004–2005  | 69 anos e 231 dias |
| Francisco Nunes Correia  | 2005–2009  | 74 anos e 15 dias  |
| Dulce Pássaro            | 2009–2011  | 71 anos e 150 dias |
| Assunção Cristas         | 2011–2013  | 50 anos e 206 dias |
| Jorge Moreira da Silva   | 2013–2015  | 53 anos e 363 dias |